# كروميت
الكروميت هو أكسيد حديد الكروم. وهو معدن أكسيد ينتمي إلى مجموعة الإسبنيل. يمكن أن تكون بديلا عن المغنيسيوم الحديد بكميات متغيره، كما أنها تشكل حلا متينة مع استبدال كروم المغنيسيوم من الألومنيوم.

## التعدين

إنتاج الكروميت عام 2002في

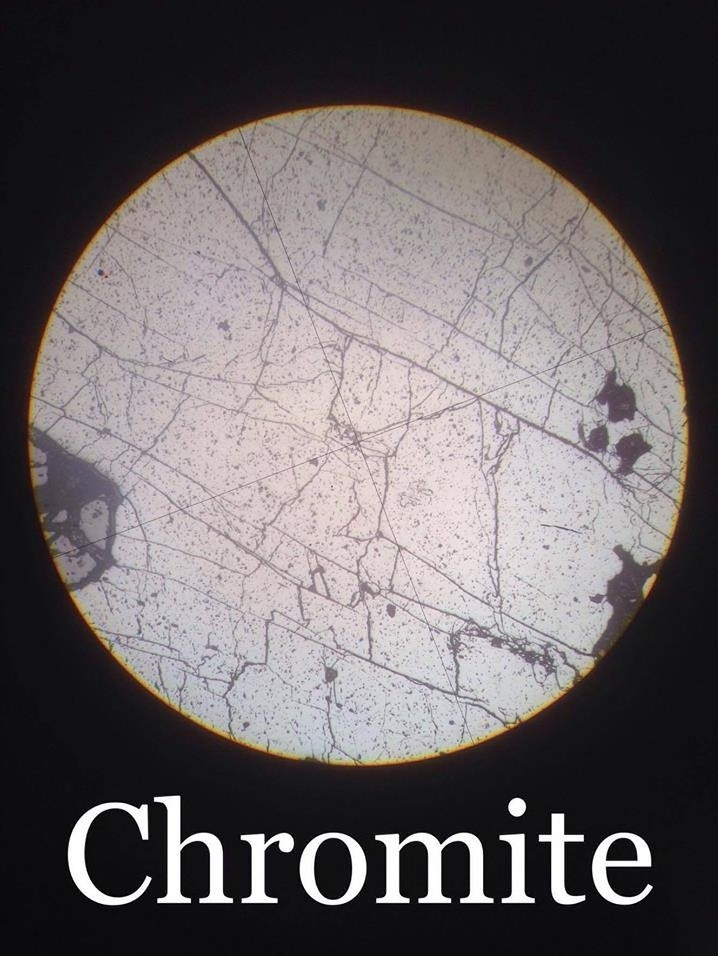
الكروميت تحت المجهر

عام 2002 تم استخراج 14,600,000 طن متري من الكروميت. وكانت أكبر الدول المنتجة جنوب أفريقيا (44٪) الهند (18٪)، كازاخستان (16٪) زيمبابوي (5٪)، فنلندا (4٪) إيران (4٪) والبرازيل (2٪) مع العديد من الدول الأخرى المنتجة للبقية بأقل من 10٪ من الإنتاج العالمي.

## معرض صور

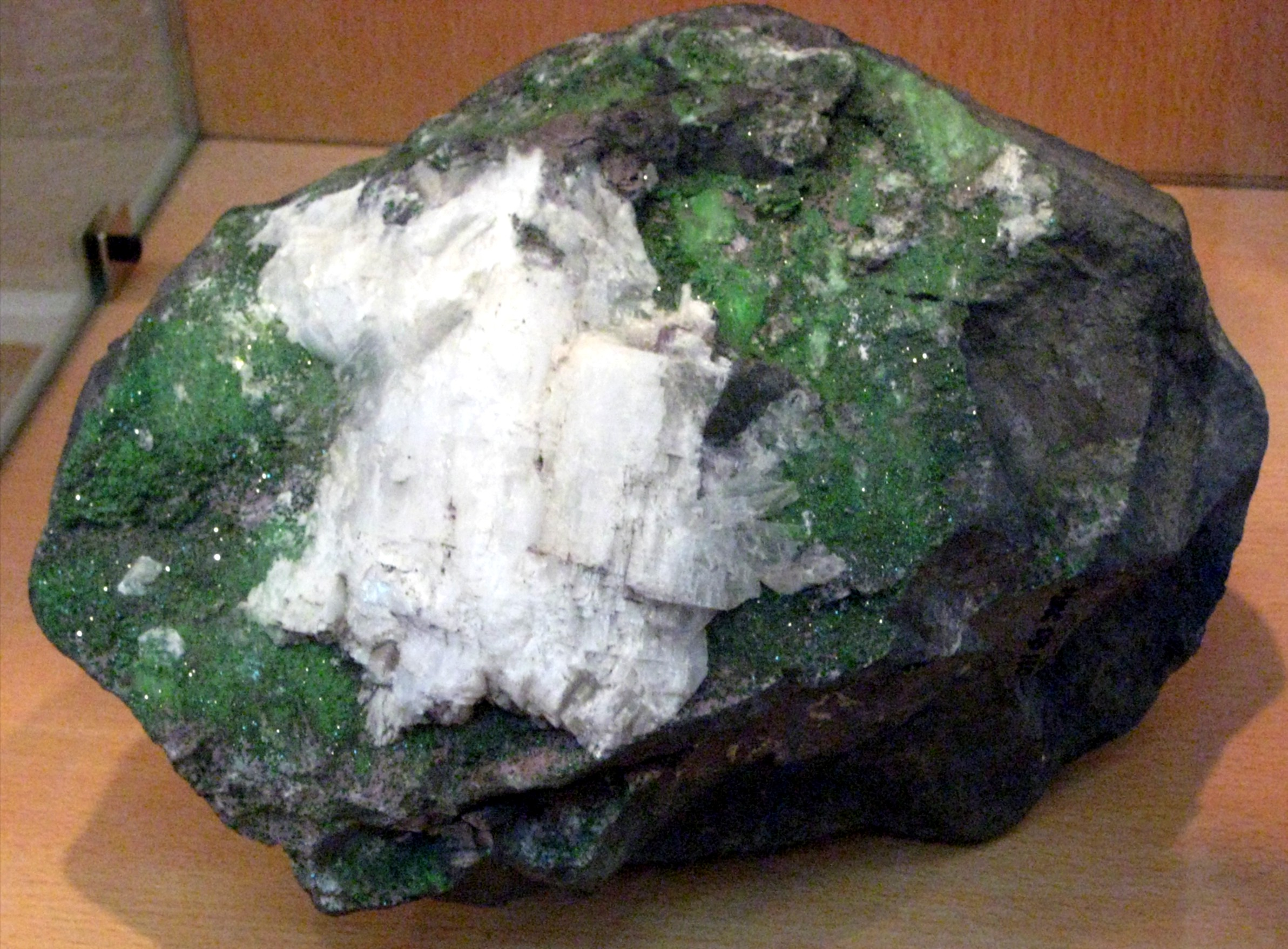
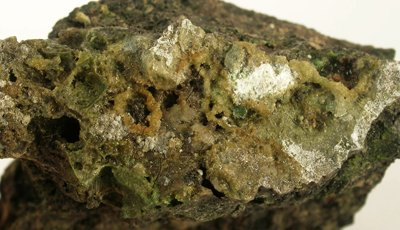
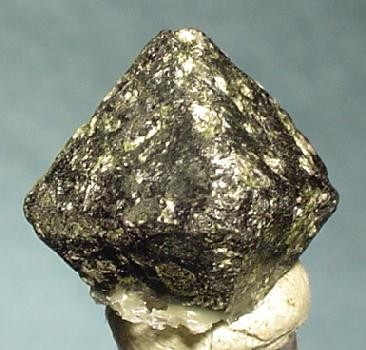
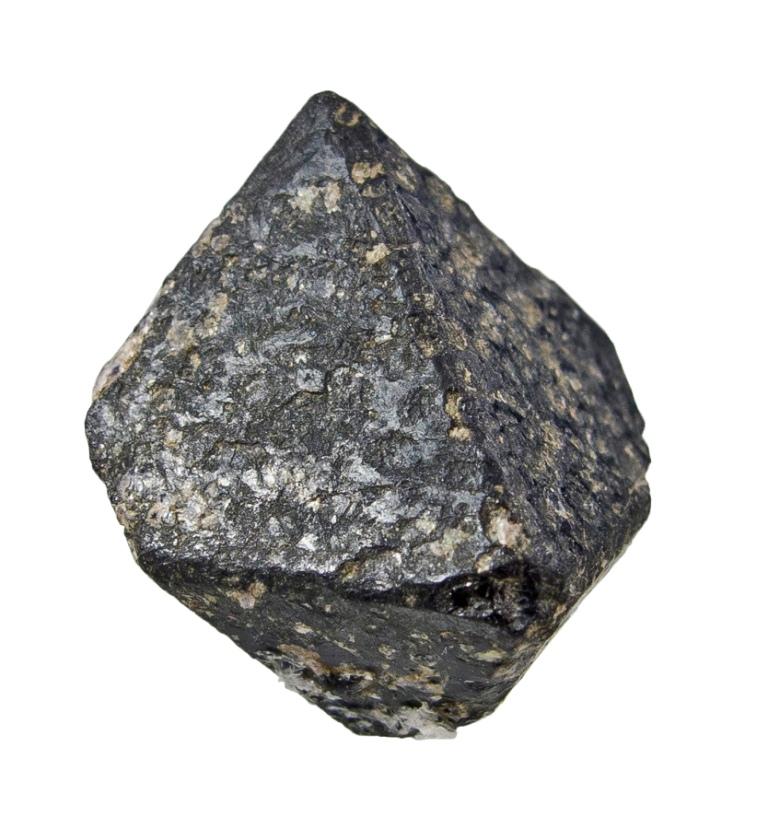